# Journal of Economic Methodology
Journal of Economic Methodology (JEM; Журнал экономической методологии) — специализированный экономический журнал. Издание основано в 1994 г. Международной сетью экономического метода.
В журнале публикуются работы, связанные с методологическим анализом теории и практики современной экономики; анализом методологического смысла новых разработок в экономической теории и практике; методологическими сочинениями и практикой более ранних экономических теоретиков (в том числе неортодоксальных).
В редакционный совет журнала входят известные экономисты: Дж. Бьюкенен, Н. Картрайт, Ш. Дау, Б. Фрай, К. Юселиус, М. Морган, М. Моррисон, Дж. Нельсон, Т. Шеллинг, О. Уильямсон и др.
Периодичность выхода журнала: 4 номера в год.